# Hypodryas arcuata
Hypodryas arcuata är en fjärilsart som beskrevs av Marcel Caruel 1944. Hypodryas arcuata ingår i släktet Hypodryas och familjen praktfjärilar. Inga underarter finns listade i Catalogue of Life.